# 코소보의 코로나19 범유행
다음은 코소보에서의 코로나19 범유행에 관한 설명이다.

## 경과
3월 13일, 코소보에서 코로나바이러스의 첫 사례가 확인되었다. 2명이 확진되었으며, 비티나 출신의 77세 남성과 20대 초반 클리나에서 근무한 이탈리아 여성이다.
2022년 2월 4일 기준 코소보의 총 확진자는 21.3만명이다.

## 같이 보기
- 나라별 코로나19 범유행
- 유럽의 코로나19 범유행
- 알바니아의 코로나19 범유행
- 세르비아의 코로나19 범유행